# Црква Спаса (Владимировка)
Црква Спаса или црква Светог Преображења  једна је од цркава која је служио за верске потребе  једне од најбогатијих династија Харитоненко, на њиховом имању Владимировка (Наталијевка) у селу Владимировка, округ Краснокутск, Харковска област, Украјина.
Црква Спаса изграђена 1913. године у свом  изворном облику постојала је само годину дана - 13. априла 1914. умро је власник Наталијевке, три и по месеца касније почео је Први светски рат, а затим и бољшевички устанак, и окупација Источне Украјине. Након одузимања имовине династија Харитоненко је заувек напустила своју домовину, а више од 80 година црквене просторије су коришћене као магацин и котларница санаторијума основаног у њеној близини.

## Положај и зашта
Црква Спаса се налази на некадашњем имању велепоседника Павела Харитоненко (1852-1914), Наталиевка, представник једне од најбогатијих династија украјинских произвођача шећера, које је  данас под бригом Националног парка природе "Слобожански".
Недалеко од цркве налази се помоћна зграда чији централни улаз чувају два камена лава.
Црква је проглашена за споменик архитектуре од националног значаја,  јер је јединствена не само по својим архитектонским врхунцима, већ и по малим елементима драгим срцу власника, који дају згради додатни шарм са лаганим додиром мистерије, попут  зида узидан у зид цркве , који је донео Павле Иванович са острва Малте, одакле се каже да је дошао из Свете земље, или високи рељеф Христа у трновом венцу као материјално оличење свемогућег Рима , или симетричне силуете птица као обећање и вера у будућност.

## Историја
Црква Спаса изграђена  у селу Владимировка  на имању Павела Харитоненко (1852-1914), представника једне од најбогатијих династија украјинских произвођача шећера.
Богати људи, посебно они који су некада били сељаци, али су се одједном обогатили, увек су желели да живе „богато“. Али само неколико њих је има укус, попут Павла Иванович Харитоненка који је  за изградњу имања које је назвао Наталиевке позвао напредне уметнике тог времена, међу којима треба напоменути, пре свега, Алексија Шчусева. Имање је названо по Харитонековој ћерки Наталији. Или можда не, јер се и мајка Павла Ивановича звала Наталија?
Изградња имања са парком обављена је почетком двадесетог века, а главне зграде су завршене до 1913. године.  Свечаном полагању камена темељца присуствовали су сви чланови породице Харитоненко, на челу са државним саветником Павлом Ивановичем.
Нису све зграде преживеле до нашег времена. Централни дворац је изгорео током Другог светског рата. Кућа је имала префињен изглед, односно није личила на „палату” милионера, већ је напротив личила на скромни швајцарски брвнару. Главни улаз на имање је уређен у облику капије средњовековног замка у псеудо-готичком стилу. Ово је једна од најбоље очуваних зграда. Алеја кестена води вас до рушевина штале и арене за јахање.
У склопу овог имања  Павел Харитоненко изградио је цркву, у којој је сместио сопствену збирку култних предмета, укључујући иконе из 17. и 18. века.  Зграда цркве је у потпуности завршена 1913. године, пре венчања Наталије Харитоњенко (ћерке Павла Ивановича) и кнеза Михаила Горчакова.
Црква Спаса у време Харитоненка није била само култна грађевина, већ и музеј древних руских икона. Колико је тај музеј био богат говори података да је јединствена колекција култних предмета из перода од 17. до 18. века  на за оно вртеме великих сто педесет хиљада рубаља. Да би власник ову колекцију, показа  на Светском изложби Паризу 1900. године, власник је изнајмио посебан павиљон. Колекција је приказана и током прославе 300. годишњице краљевске куће у Москви.

### Црква у време совјетске власти
Са доласком совјетске власти, и црква и музеј су престали да постоје. Више од 80 година црквене просторије су коришћене као магацин и котларница.
Године 1920. имање узгајивача шећера на Мерчику постала је државна фарма "Наталијевка"., Црква је претворена у музеј древне руске уметности, а вредни експонати су однети у Москву и Петроград, како се очувала већина јединствених експоната.
Међутим нова совјетска власт као „власника” украјинске земље, не само да није увећавала колекцију коју је сакупио Харитоњенко, већ је постепено почела да повлаче неке посебно вредне експонате за личну употребу. Тако је 1934. године, након уклањања драгоцености које је совјетски режим однео у престоницу, музеј једноставно затворен, а његова зграда прилагођена је магацину лечилишта за туберкулозу основаног на територији имања.

### Црква у Другом светском рату
Покренут од стране  нацистичке Немачке, Други светски рат вођен у периоду од 1939. до 1945. године...коначно је ставио тачку на некада величанствену збирку, када су њени последњи књижевни експонати изгорели на бојном пољу.

### Црква у комунистичком режиму
После Другог светског рата – комунистички режим није нашао бољу намену Спасове цркве од употребе за магацин и котларницу санаторијума Наталија, све до касних осамдесетих година 20. века.
Касније је црква постала билијар клуб, па су слике на зидовима са елементима дрвене резбарије префарбане. Њен ентеријер са уникатним сликама и елементима столарије сваки пут ће се мењати у духу времена уз канту боје и обичну четкицу. Тако да је у време ликвидације лечилишта и примопредаје црквој општини од цркве остало практично мало.

### Повратак светиње православној заједници
Повратак светиње православној заједници 2001. године био је почетак дугог пута препорода и искушења, како би ова црква постала један од центара ходочашћа у Харкову, који је поистао познат далеко изван округа.
Данас је  Црква Спаса једина зграда у Наталиевки која изгледа прилично добро, и у којој живопис и барељефи нису оштећени.

## Архитектура и декорација
Цркву је пројектовао познати архитекта Алексеј Шчусев, док су аутори декора Сергеј Коњонков и Александар Матвејев. Они су на згради комбиновали стилове псковско-новгородских храмова, модерни стил, па чак и авангардне  стилове. Зидови су украшени богатим декором - медаљонима и барељефима са библијским темама.
Троделна зидана црква обложена глачаним кречњаком, смештена на осовини главне улазне алеје комплекса Наталијевка. Овај  једнобанални комплекс (квадратно предворје, шири брод са лучним порталом олтара, сакристија и мала полукружна апсида), у југоисточном делу занимљив звоник  под кровом у облику дијаманта у стилу Сецесије. На први поглед звоник је стилски неспојива са самом црквом, а заправо јој даје још бизарније бајковите црте.
Зидови централног улаза (предворја) - су у облику кобилице, основног волумена - суседних, а бочни одсечени под стрмим нагибом.
Главна карактеристика комплекса је огромна несразмерна између мале величини куполе на високом светлосном бубњу, која је украшена мајсторским каменим резбаријама флоралног и религиозног карактера и уским издуженим прозорским луковима са опасаним венцем.
Други архитектонски акценат је на двослојном звонику који је тремом повезан са главним волуменом, чија је посебност комбинација квадратног у тлоцрту доњег дела са осмоугаоником горњег (осам петоугаоних пилона повезаних луковима) испод. позлаћену главу у облику шлема.
Међу унутрашњом декорацијом су засведене таванице, полулоптасти свод централног волумена, делимично рестаурирано зидно црквено, флорано и животињско сликарство Александра Ивановича Савинова (1881 - 1842) и огроман подрум испод крста и полукружне таванице, крстообрази смештени ниже у источном делу.
По мишљењу архитеката овакав храм се ретко среће у Украјини, јер је најоригиналнији и један од најлепших.
Црква је у себи спојила неспојиво. Подсећа на древне храмове Северне Русије и на кућу из бајке (на пример, кућу на пилећим ногама), а истовремено има модерне црте модернизма, па чак и авангарде.